# 海南琼楠
海南琼楠（学名：Beilschmiedia wangii），为樟科琼楠属下的一个种。

## 扩展阅读
維基物種上的相關：海南琼楠